# 知多市

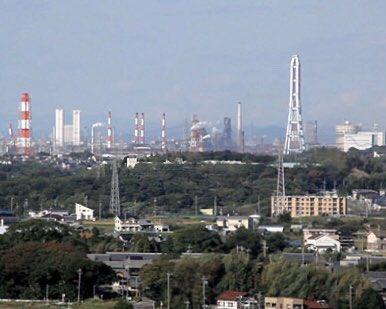
知多市のスカイライン

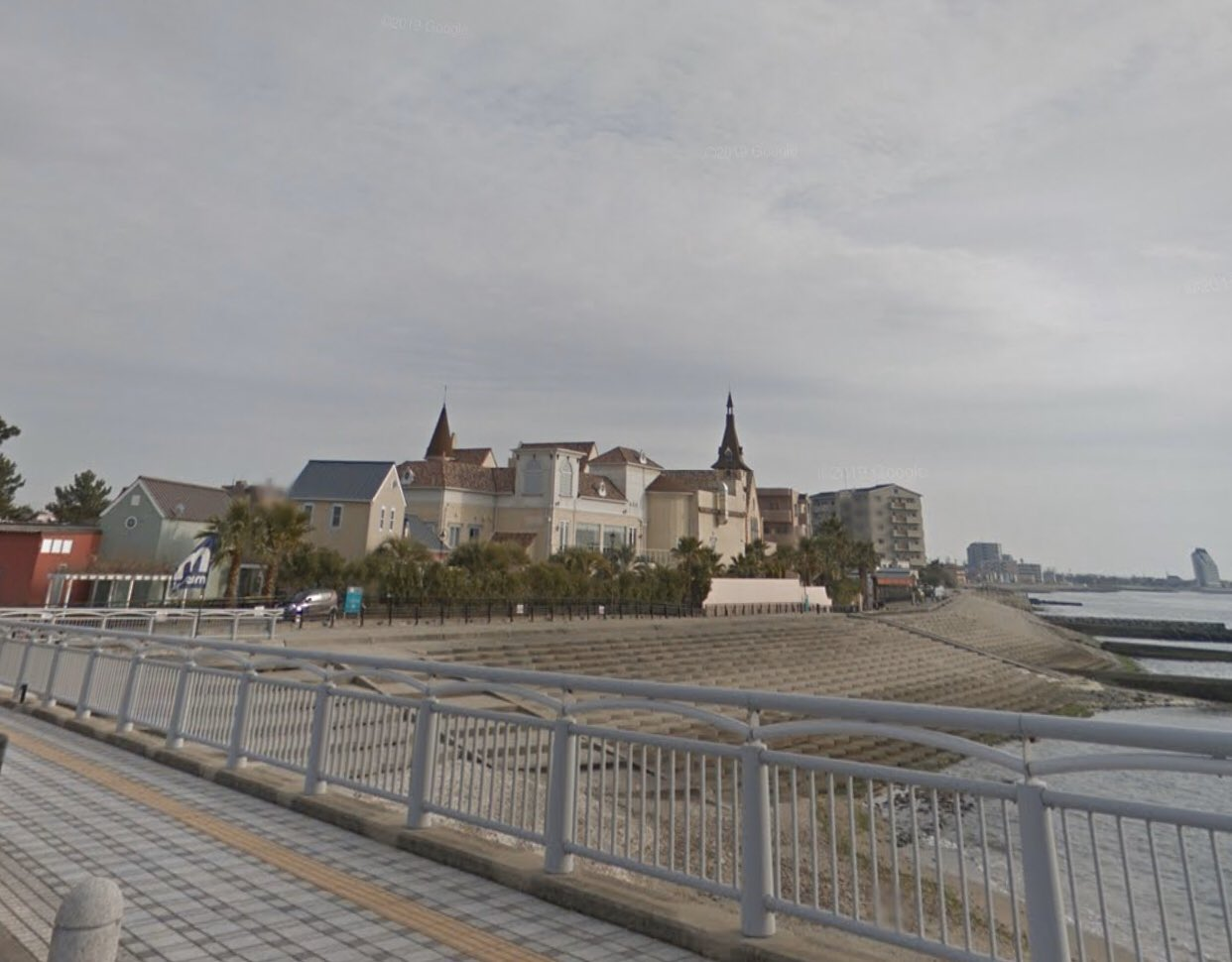
新舞子海岸

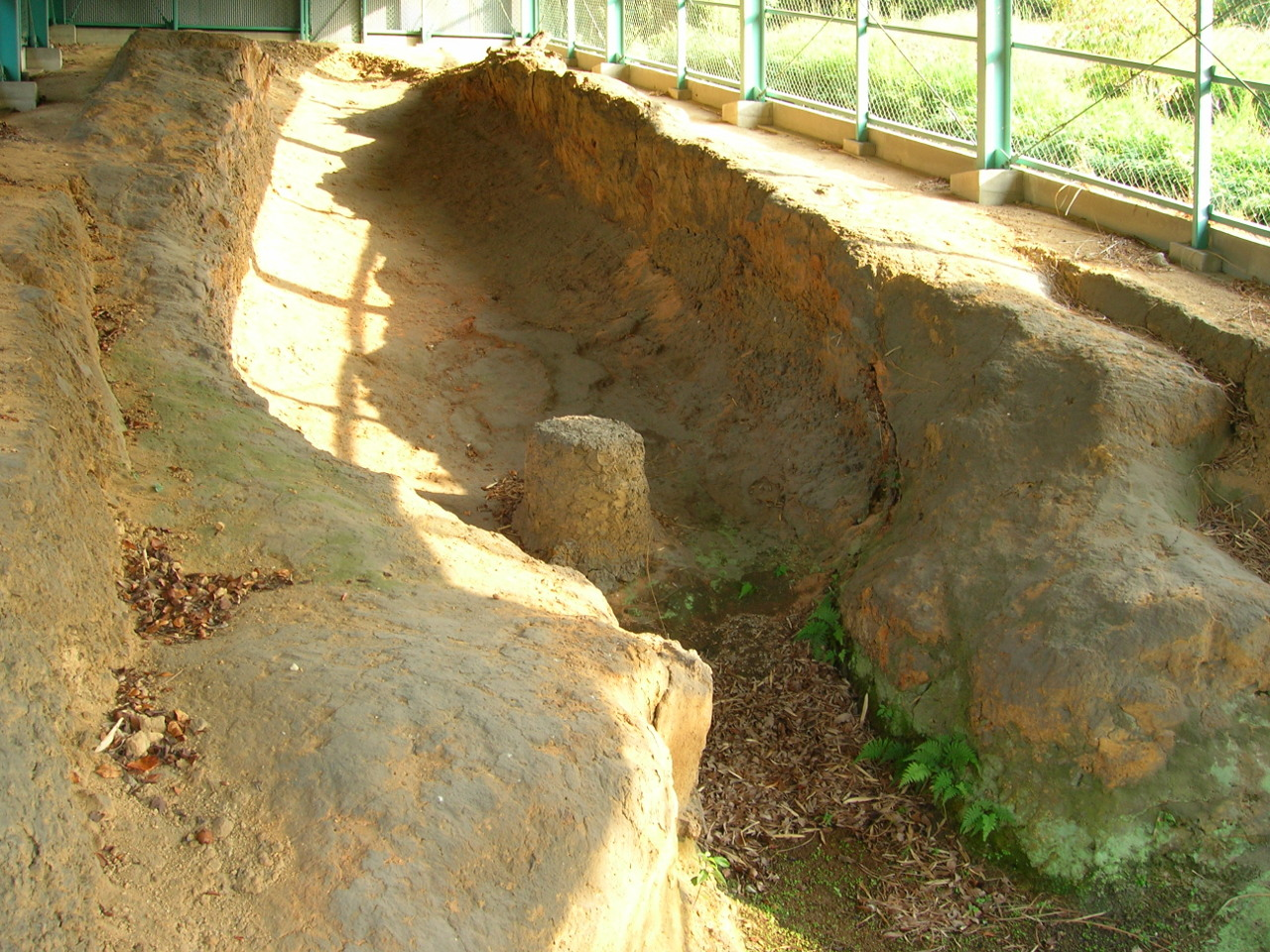
七曲古窯址群A群 3号窯

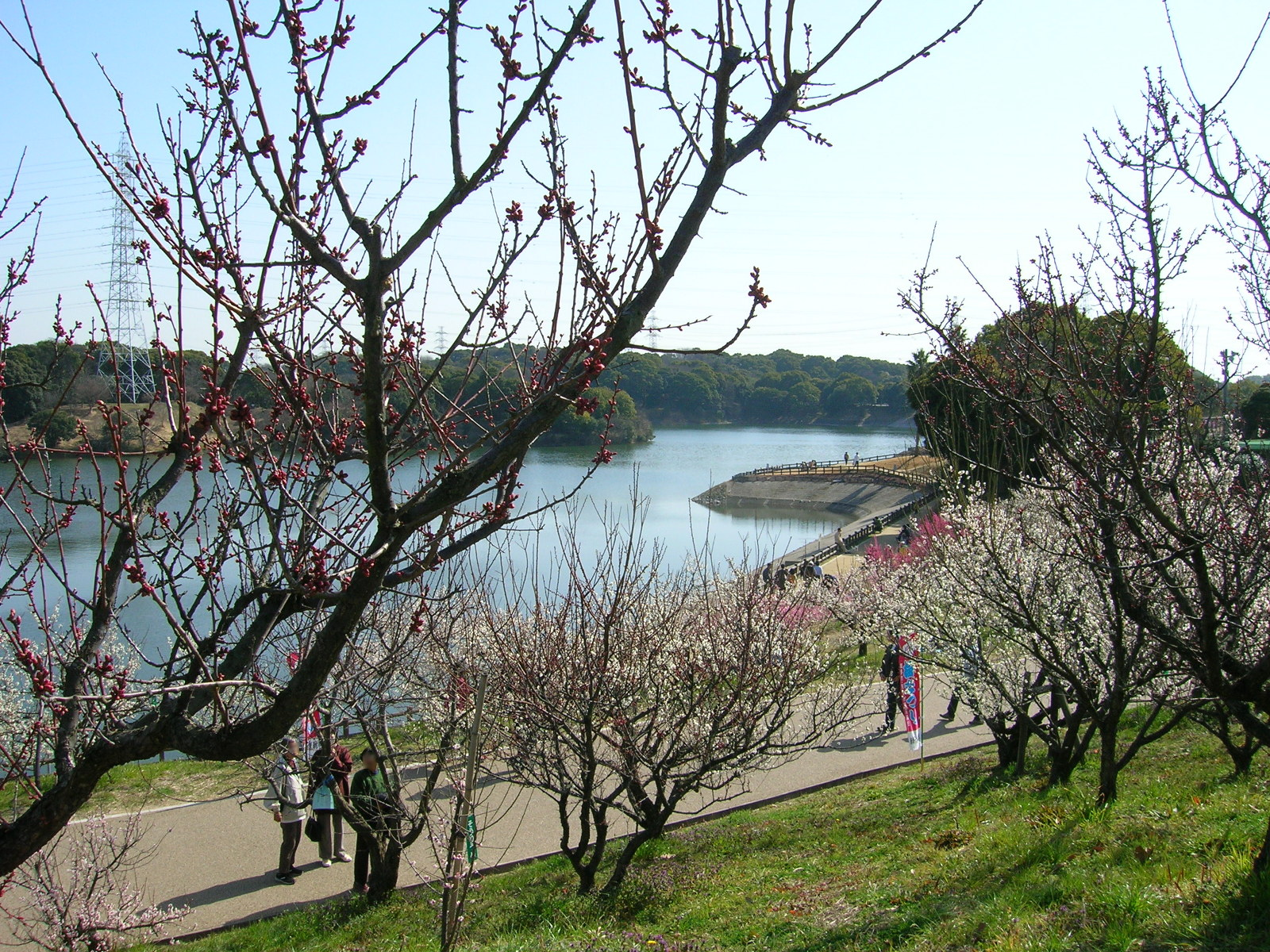
梅の名所である佐布里池

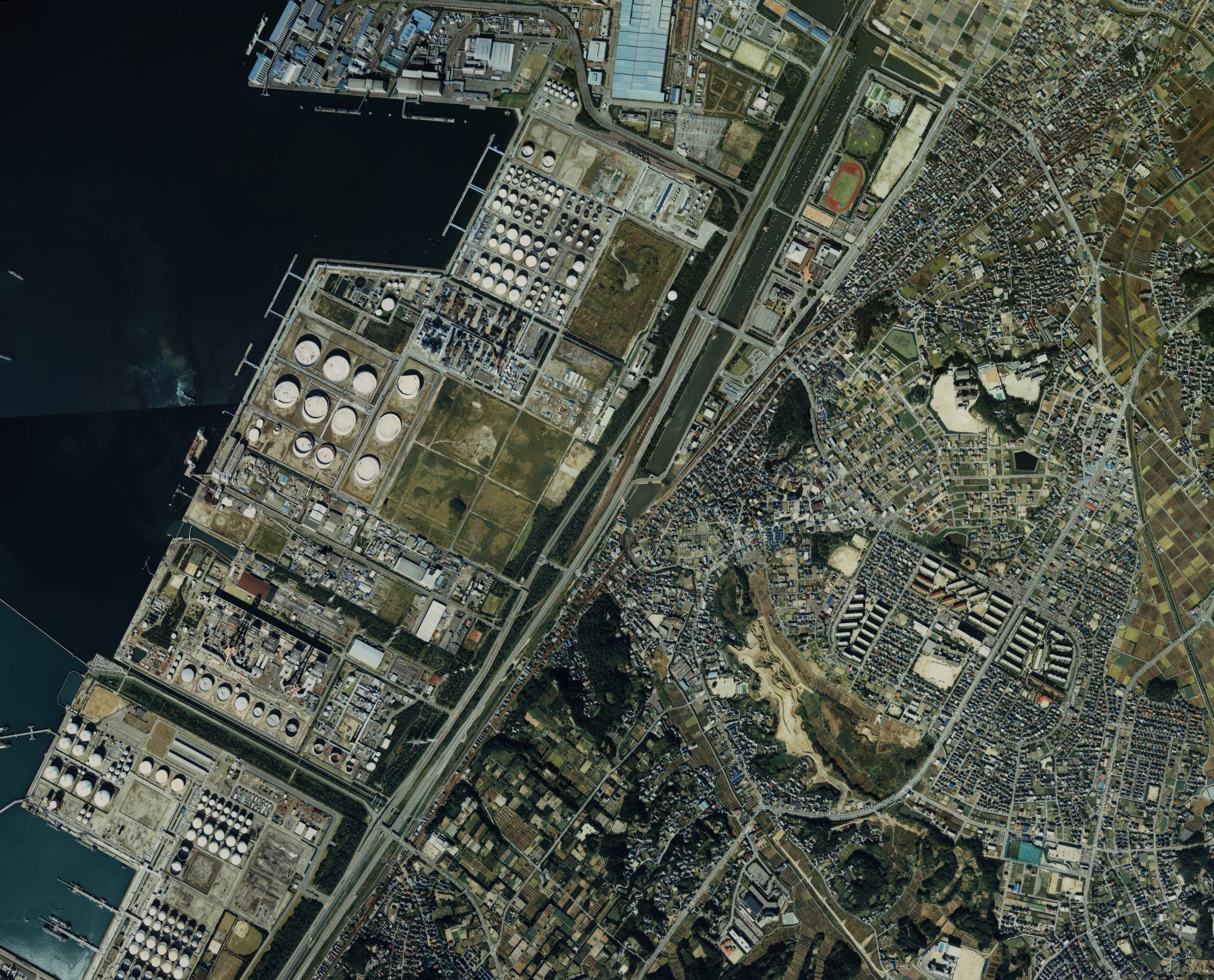
知多市中心部周辺の空中写真。
1987年撮影の8枚を合成作成。。

知多市（ちたし）は、愛知県の知多半島の北西部に位置する市。

## 地理
市名は律令制下で知多郡に所属した地域であることによる（由来については知多郡#郡名の由来を参照）。市域の大半が標高20mから70mの丘陵であり、丘陵を刻む谷及び海岸に沿って古くからの集落や市街地が発達している。高度経済成長期以降には、丘陵地につつじが丘などの団地が造成されている。

### 地形

#### 山地
主な山
- 鍋山

市内最高地点であり、八幡字笹廻間にある。山頂には笹廻間配水場が設置されている。海抜73.5m。
- 高根山 - 八幡にあり、愛知用水に近い。海抜70m。
- 鶏松 - かつて新知にあり、伊勢湾で漁をする船の目印になっていた（現在は枯死）。山頂には御嶽神社がある。海抜48m。

#### 河川
主な川
全て、二級水系である。（愛知用水を除く）
- 愛知用水
- 信濃川
  - 野崎川
- 美濃川
- 阿久比川
- 日長川
  - 鍛冶屋川
- 矢田川
  - 新川

#### 湖沼
主な池
- 佐布里池 - 愛知用水の調整池で、信濃川の水源。
- 黒廻間池 - 知多翔洋高校の北側にある池。
- 七曲池 - 野崎川の水源。

この他、たくさんの農業用ため池がある。

### 地名
- 八幡(旧八幡町)
- 新知(旧八幡町)
- 佐布里(旧八幡町)
- 岡田(旧岡田町)
- 金沢(旧旭町)
- 大草(旧旭町)
- 大興寺(旧旭町)
- 南粕谷(旧旭町、1980年に一部が常滑市に編入、1994年廃止)
- 日長(旧旭町)
- 新舞子(知多町成立時に日長より分立)
- 北浜町(1971年、八幡・埋立地より成立)
- 日長台(1971年、日長・新舞子より成立)
- 南粕谷(1972年、南粕谷・金沢より成立)
- つつじが丘(1973年、新知・佐布里・八幡より成立)
- 緑町(1973年、八幡・埋立地より成立)
- 南浜町(1973年、埋立地より成立)
- 清水が丘(1975年、八幡・つつじが丘より成立)
- にしの台(1976年、佐布里・新知より成立)
- 新広見(1976年、金沢・日長・大興寺より成立)
- 旭南(1977年、金沢・新舞子・大草・南粕谷)
- 旭桃台(1978年、大興寺・新舞子・日長より成立)
- 朝倉町(1979年、新知・八幡より成立)
- 梅が丘(1980年、佐布里・にしの台・新知より成立)
- 寺本台(1984年、八幡より成立)
- 原(1984年、八幡より成立)
- 平野(1985年、八幡より成立)
- 八幡新町(1986年、八幡・新知より成立)
- 西巽が丘(1987年、佐布里・八幡より成立)
- 神田(1987年、金沢より成立)
- 新舞子東町(1987年、新舞子・金沢より成立)
- 柳花(1990年代頃、八幡より成立)
- 社山(1990年代頃、八幡より成立)
- 馬背口(1990年代頃、八幡などより成立)
- こうの巣(1990年代頃、八幡より成立)
- 三反田(1990年代頃、八幡より成立)
- 鎌が谷(1990年代頃、八幡より成立)
- 東七曲(1990年代頃、八幡より成立)
- 阿原(1990年代頃、佐布里などより成立)
- 佐布里台(1990年代頃、佐布里より成立)
- 南谷(1990年代頃、岡田・日長・大興寺などより成立)
- 上り戸(1990年代頃、岡田などより成立)
- 日長東田(1990年代頃、日長より成立)
- 旭(1990年代頃、日長・新舞子・金沢より成立)
- 南粕谷新海(1990年代頃、南粕谷より成立)
- 吹込(1990年代頃、大興寺などより成立)
- 新長根(1990年代頃、大興寺などより成立)
- 山屋敷(1990年代頃、大興寺などより成立)
- 中原(1990年代頃、大興寺より成立)
- 新刀池(1990年代頃、大興寺より成立)
- 東大僧(1990年代頃、大興寺より成立)
- 大僧(1990年代頃、大興寺より成立)
- 緑浜町(1990年代頃、埋立地より成立)
- 南巽が丘(1993年、佐布里より成立)
- 南粕谷本町(1993年、南粕谷・金沢・神田より成立)
- 巽が丘(1994年、八幡・佐布里より成立)
- 南粕谷東坂(1994年、南粕谷より成立)
- 長浦(1995年、新知・日長より成立)
- 岡田美里町(2001年、岡田・日長より成立)
- 新知東町(2001年、新知より成立)
- 新知西町(2001年、新知より成立)
- 新知台(2001年、新知より成立)
- 寺本新町(2001年、八幡より成立)
- 岡田緑が丘(2008年、岡田より成立)

### 人口
| |                                        |  |
| 知多市と全国の年齢別人口分布（2005年） | 知多市の年齢・男女別人口分布（2005年） |  |
| ■紫色 ― 知多市 ■緑色 ― 日本全国 | ■青色 ― 男性 ■赤色 ― 女性              |  |
| 知多市（に相当する地域）の人口の推移 \| 1970年（昭和45年） \| 39,834人 \| \| \| 1975年（昭和50年） \| 56,560人 \| \| \| 1980年（昭和55年） \| 64,831人 \| \| \| 1985年（昭和60年） \| 70,013人 \| \| \| 1990年（平成2年） \| 75,433人 \| \| \| 1995年（平成7年） \| 78,202人 \| \| \| 2000年（平成12年） \| 80,536人 \| \| \| 2005年（平成17年） \| 83,373人 \| \| \| 2010年（平成22年） \| 84,768人 \| \| \| 2015年（平成27年） \| 84,617人 \| \| \| 2020年（令和2年） \| 84,364人 \| \| |                                        |  |
| 総務省統計局 国勢調査より |                                        |  |
| 1970年（昭和45年） | 39,834人                               |  |
| 1975年（昭和50年） | 56,560人                               |  |
| 1980年（昭和55年） | 64,831人                               |  |
| 1985年（昭和60年） | 70,013人                               |  |
| 1990年（平成2年） | 75,433人                               |  |
| 1995年（平成7年） | 78,202人                               |  |
| 2000年（平成12年） | 80,536人                               |  |
| 2005年（平成17年） | 83,373人                               |  |
| 2010年（平成22年） | 84,768人                               |  |
| 2015年（平成27年） | 84,617人                               |  |
| 2020年（令和2年） | 84,364人                               |  |

### 隣接している自治体
愛知県
- 名古屋市（港区）（海上で隣接）
- 東海市
- 常滑市
- 弥富市 （海上で隣接）
- 知多郡東浦町
- 知多郡阿久比町
- 海部郡飛島村 （海上で隣接）

## 歴史

### 沿革
- 1889年（明治22年）10月1日 - 町村制施行により岡田村・日長村・金沢村・八幡村・新知村・佐布里村（そうりむら）が誕生。
- 1903年（明治36年）5月6日 - 知多郡岡田村が町制施行して岡田町となる。
- 1906年（明治39年）
  - 4月10日 - 知多郡日長村・金沢村が合併し旭村が成立。
  - 4月13日 - 知多郡八幡村・新知村・佐布里村が合併し八幡村が成立。
- 1922年（大正11年）4月1日 - 知多郡八幡村が町制施行して八幡町 となる。
- 1952年（昭和27年）4月1日 - 旭村が町制施行して旭町となる。
- 1955年（昭和30年）4月1日 - 知多郡八幡町、岡田町、旭町が合併して知多町となる。
- 1970年（昭和45年）9月1日 - 知多町が市制施行して知多市となる。

| 郡       | 明治22年以前 | 明治22年以前 | 明治22年以前 | 明治22年10月1日 | 明治22年 - 明治45年         | 大正元年 - 大正15年        | 昭和元年 - 現在          | 昭和元年 - 現在            | 昭和元年 - 現在            |
| -------- | ------------ | ------------ | ------------ | --------------- | --------------------------- | -------------------------- | ------------------------ | -------------------------- | -------------------------- |
| 知 多 郡 | 岡田村       | 岡田村       | 岡田村       | 岡田村          | 明治36年5月6日 町制 岡田町  | 岡田町                     | 岡田町                   | 昭和30年4月1日 合併 知多町 | 昭和45年9月1日 市制 知多市 |
| 知 多 郡 | 平井村       | 八幡村       | 八幡村       | 八幡村          | 明治39年4月13日 合併 八幡村 | 大正11年4月1日 町制 八幡町 | 八幡町                   | 昭和30年4月1日 合併 知多町 | 昭和45年9月1日 市制 知多市 |
| 知 多 郡 | 中島村       | 八幡村       | 八幡村       | 八幡村          | 明治39年4月13日 合併 八幡村 | 大正11年4月1日 町制 八幡町 | 八幡町                   | 昭和30年4月1日 合併 知多町 | 昭和45年9月1日 市制 知多市 |
| 知 多 郡 | 堀之内村     | 八幡村       | 八幡村       | 八幡村          | 明治39年4月13日 合併 八幡村 | 大正11年4月1日 町制 八幡町 | 八幡町                   | 昭和30年4月1日 合併 知多町 | 昭和45年9月1日 市制 知多市 |
| 知 多 郡 | 迫間村       | 八幡村       | 八幡村       | 八幡村          | 明治39年4月13日 合併 八幡村 | 大正11年4月1日 町制 八幡町 | 八幡町                   | 昭和30年4月1日 合併 知多町 | 昭和45年9月1日 市制 知多市 |
| 知 多 郡 | 古見村       | 新知村       | 新知村       | 新知村          | 明治39年4月13日 合併 八幡村 | 大正11年4月1日 町制 八幡町 | 八幡町                   | 昭和30年4月1日 合併 知多町 | 昭和45年9月1日 市制 知多市 |
| 知 多 郡 | 朝倉村       | 新知村       | 新知村       | 新知村          | 明治39年4月13日 合併 八幡村 | 大正11年4月1日 町制 八幡町 | 八幡町                   | 昭和30年4月1日 合併 知多町 | 昭和45年9月1日 市制 知多市 |
| 知 多 郡 | 佐布里村     | 佐布里村     | 佐布里村     | 佐布里村        | 明治39年4月13日 合併 八幡村 | 大正11年4月1日 町制 八幡町 | 八幡町                   | 昭和30年4月1日 合併 知多町 | 昭和45年9月1日 市制 知多市 |
| 知 多 郡 | 森村         | 日長村       | 日長村       | 日長村          | 明治39年4月10日 合併 旭村   | 旭村                       | 昭和27年4月1日 町制 旭町 | 昭和30年4月1日 合併 知多町 | 昭和45年9月1日 市制 知多市 |
| 知 多 郡 | 松原村       | 日長村       | 日長村       | 日長村          | 明治39年4月10日 合併 旭村   | 旭村                       | 昭和27年4月1日 町制 旭町 | 昭和30年4月1日 合併 知多町 | 昭和45年9月1日 市制 知多市 |
| 知 多 郡 | 鍛治屋村     | 日長村       | 日長村       | 日長村          | 明治39年4月10日 合併 旭村   | 旭村                       | 昭和27年4月1日 町制 旭町 | 昭和30年4月1日 合併 知多町 | 昭和45年9月1日 市制 知多市 |
| 知 多 郡 | 北粕谷村     | 金沢村       | 金沢村       | 金沢村          | 明治39年4月10日 合併 旭村   | 旭村                       | 昭和27年4月1日 町制 旭町 | 昭和30年4月1日 合併 知多町 | 昭和45年9月1日 市制 知多市 |
| 知 多 郡 | 羽根村       | 金沢村       | 金沢村       | 金沢村          | 明治39年4月10日 合併 旭村   | 旭村                       | 昭和27年4月1日 町制 旭町 | 昭和30年4月1日 合併 知多町 | 昭和45年9月1日 市制 知多市 |
| 知 多 郡 | 南粕谷村     | 金沢村       | 南粕谷村     | 金沢村          | 明治39年4月10日 合併 旭村   | 旭村                       | 昭和27年4月1日 町制 旭町 | 昭和30年4月1日 合併 知多町 | 昭和45年9月1日 市制 知多市 |
| 知 多 郡 | 大興寺村     | 金沢村       | 大興寺村     | 金沢村          | 明治39年4月10日 合併 旭村   | 旭村                       | 昭和27年4月1日 町制 旭町 | 昭和30年4月1日 合併 知多町 | 昭和45年9月1日 市制 知多市 |
| 知 多 郡 | 大草村       | 金沢村       | 大草村       | 金沢村          | 明治39年4月10日 合併 旭村   | 旭村                       | 昭和27年4月1日 町制 旭町 | 昭和30年4月1日 合併 知多町 | 昭和45年9月1日 市制 知多市 |

## 行政

### 市長
- 市長：宮島壽男（2013年10月4日就任、2期目）

財政
2019年度（平成31年度）当初予算案
| 会計名   | 予算額         | 前年度対比 |
| -------- | -------------- | ---------- |
| 一般会計 | 281億6,700万円 | 4.5％増    |
| 特別会計 | 88億3,530万円  | 9.0％減    |
| 企業会計 | 50億4,140万円  | 6.8％増    |
| 全会計   | 420億4,370万円 | 1.6％増    |

広域連合
- 知多北部広域連合

## 議会

### 知多市議会
- 定数：18人[2]
- 任期：2019年6月1日 - 2023年5月31日
- 議長：冨田一太郎（創政会）
- 副議長：島﨑昭三（市民クラブ）

| 会派名           | 議席数 | 議員名                                                                                     |
| ---------------- | ------ | ------------------------------------------------------------------------------------------ |
| 創政会           | 7      | ◎伊藤正治、伊藤清一郎、竹内慎治、林秀人、渡邉眞弓、伊藤公平 冨田一太郎、江端菊和、勝崎泰生 |
| 市民クラブ       | 6      | ◎古俣泰浩、林正則、藤井貴範、島﨑昭三、荻田信孝、夏目豊                                    |
| 公明党議員団     | 2      | ◎大村聡、泉清秀                                                                            |
| 日本共産党議員団 | 2      | ◎久野たき、中平猛                                                                          |
| 新緑知多         | 1      | 川脇裕之                                                                                   |
| 計               | 18     |                                                                                            |

### 愛知県議会
- 選挙区：知多市選挙区
- 定数：1人
- 任期：2019年4月30日 - 2023年4月29日
- 投票日：2019年4月7日
- 当日有権者数：69,489人[3]
- 投票率：36.71％[3]

| 候補者名   | 当落 | 年齢 | 所属党派   | 新旧別 | 得票数   |
| ---------- | ---- | ---- | ---------- | ------ | -------- |
| 佐藤一志   | 当   | 66   | 自由民主党 | 現     | 15,303票 |
| 飛田理枝子 | 落   | 43   | 無所属     | 新     | 9,811票  |

### 衆議院
- 選挙区：愛知8区 （半田市、常滑市、東海市、知多市、阿久比町、武豊町、東浦町、美浜町、南知多町）
- 任期：2021年10月31日 - 2025年10月30日
- 投票日：2021年10月31日
- 当日有権者数：437,624人[4]
- 投票率：56.53％

| 当落 | 候補者名 | 年齢 | 所属党派   | 新旧別 | 得票数    | 重複 |
| ---- | -------- | ---- | ---------- | ------ | --------- | ---- |
| 当   | 伊藤忠彦 | 57   | 自由民主党 | 前     | 121,714票 | ○    |
| 比当 | 伴野豊   | 60   | 立憲民主党 | 元     | 120,649票 | ○    |

## 施設

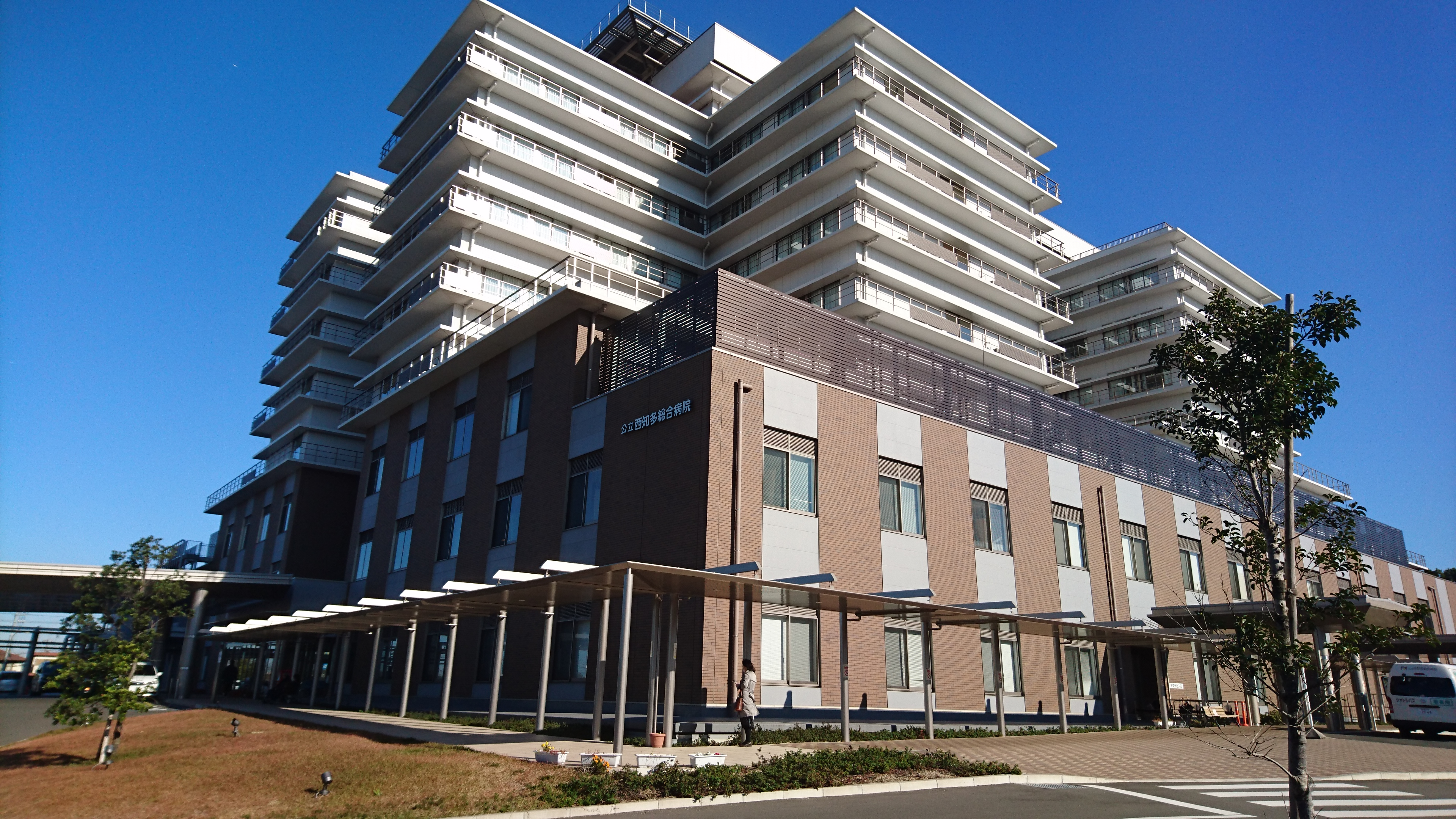
西知多総合病院

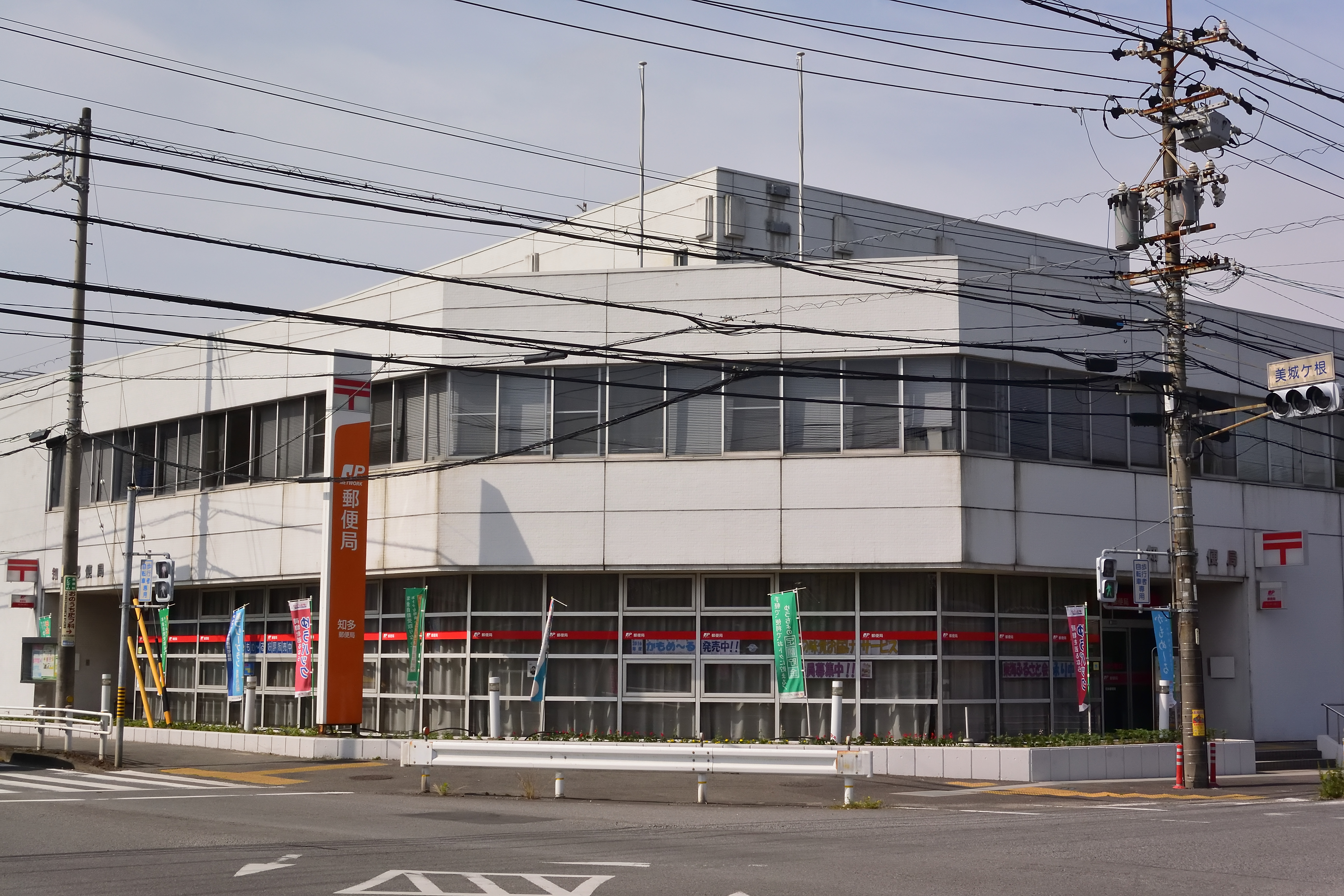
知多郵便局

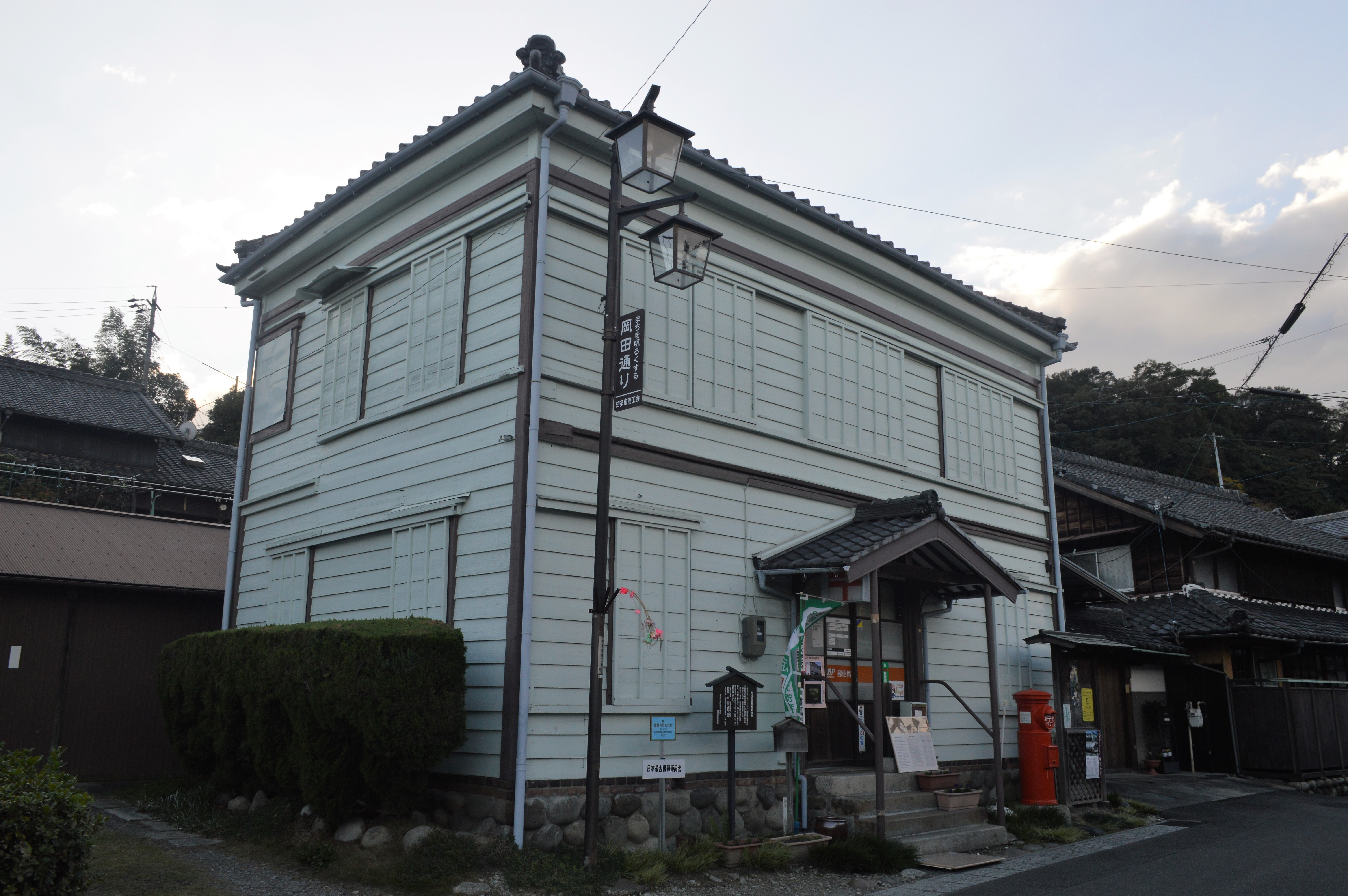
知多岡田簡易郵便局

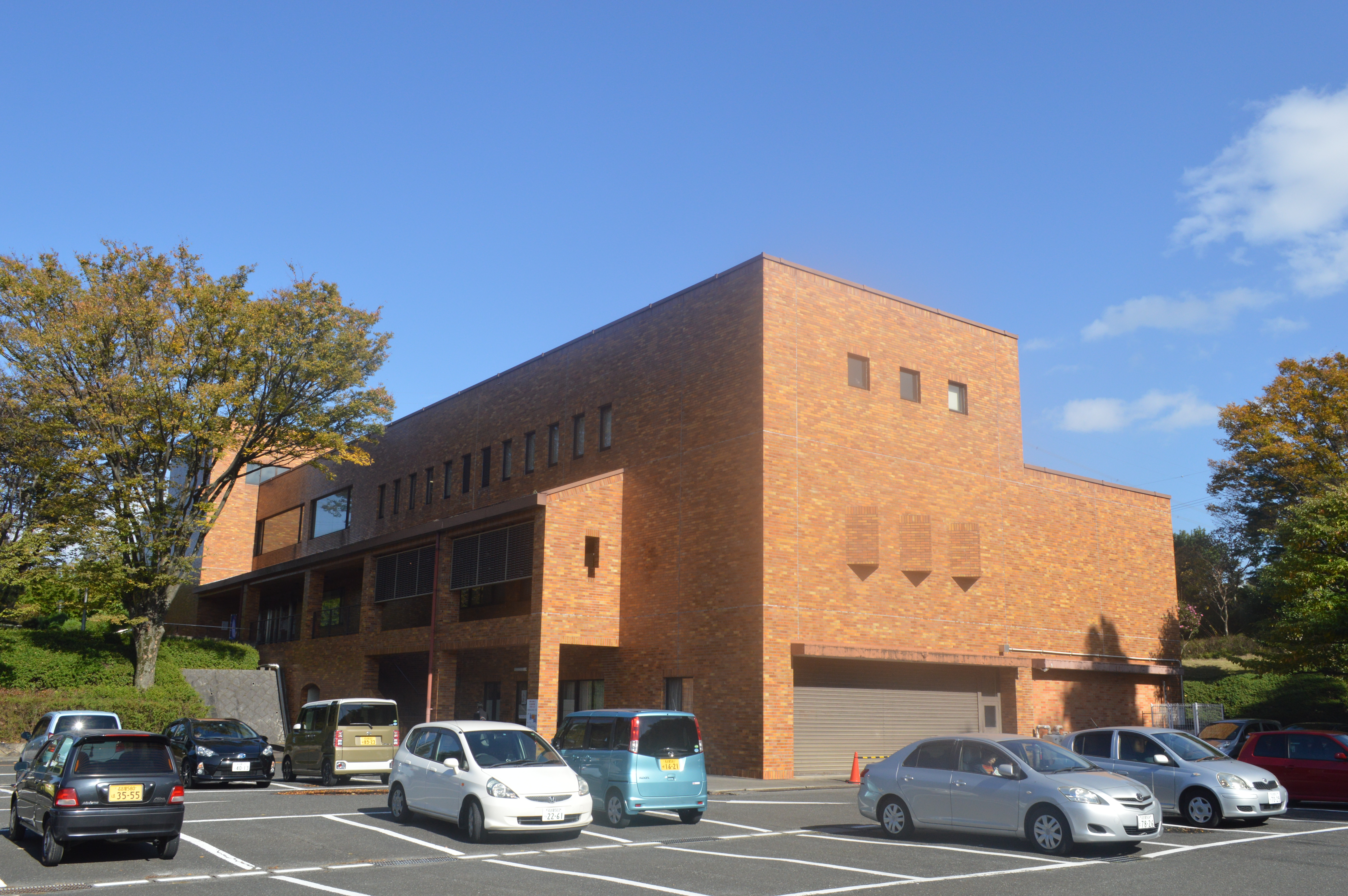
知多市立中央図書館

### 警察
- 愛知県知多警察署

交番
- 東部交番（八幡）
- 知多南部交番（新舞子）
- 新知交番（新知）
- つつじが丘交番（つつじが丘1丁目）

駐在所
- 岡田駐在所（岡田）

### 消防
本部
- 知多市消防本部

消防署
- 知多市消防署

出張所
- 旭出張所
- 知多市消防署八幡出張所

### 医療
主な病院
- 西知多総合病院

### 郵便局
主な郵便局
- 知多郵便局

### 図書館
- 知多市立中央図書館

### 運動施設
- 知多市民体育館

### 公園
- 旭公園
- 知多運動公園

## 対外関係

### 姉妹都市･提携都市

#### 海外
2005年に開催された愛知万博では「一市町村一国フレンドシップ事業」が行われた。知多市はカタールとツバルをフレンドシップ相手国として迎え入れた。
- カタール
- ツバル

#### 国内
提携都市
- 恵那市（岐阜県）
1985年（昭和60年）1月12日 旧岩村町とふるさと協定締結

災害時相互応援協定
- 泉大津市（大阪府）
1998年（平成10年）10月23日 災害時応援協定締結
- 南相馬市（福島県）
2013年（平成25年）7月29日 災害時応援協定締結

その他
- 全国梅サミット
毎年梅の開花の時期に合わせ、梅を観光資源および名物としている自治体同士で交流を行うイベント。

## 経済

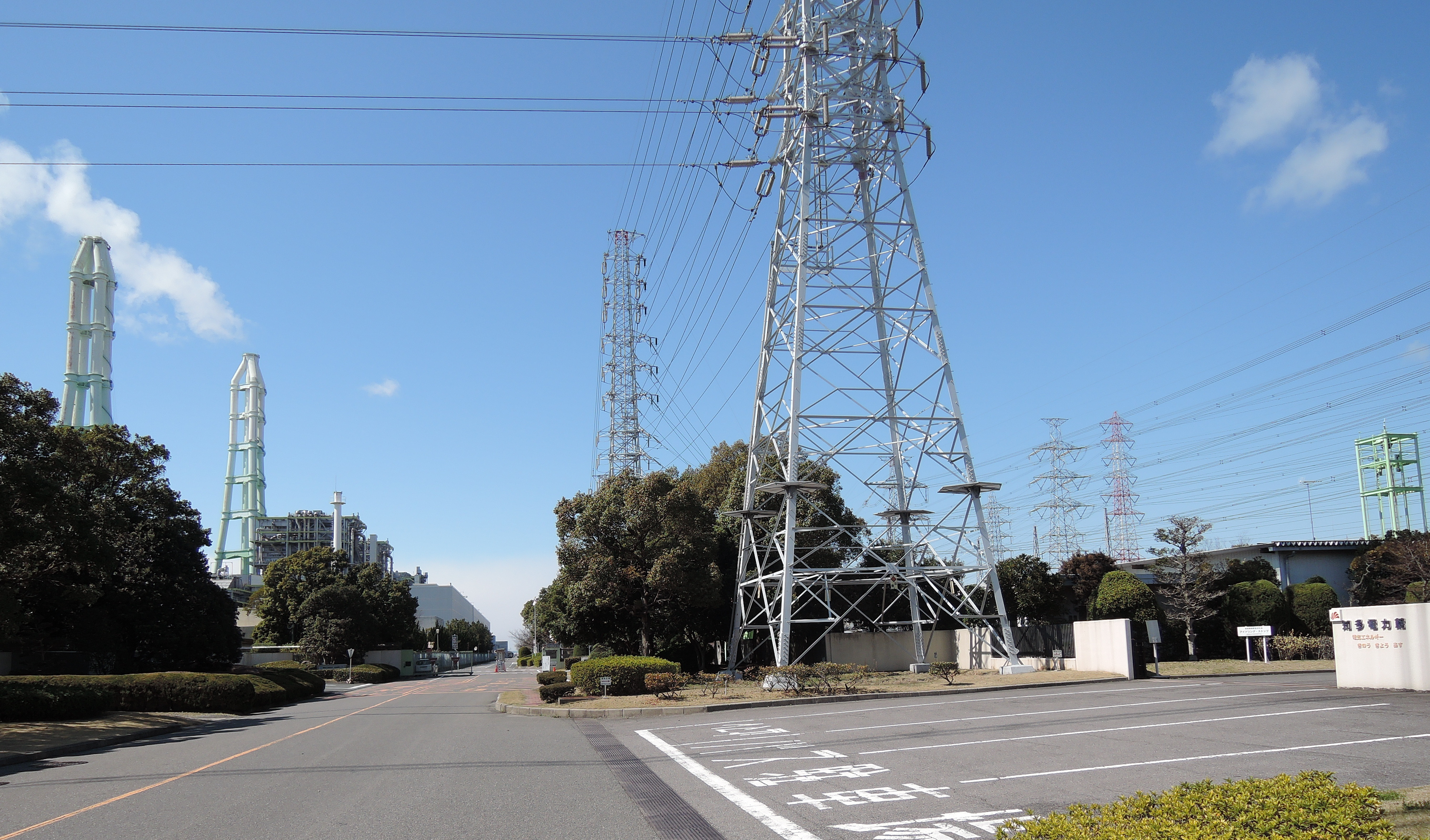
知多火力発電所

### 第一次産業
愛知用水の開通以後には内陸部で農業が盛んになり、フキ、ペコロス（小球タマネギ）などを生産している。

### 第二次産業
沿岸部の工業地帯には発電所や製油所などがある。
- ENEOS知多製造所
- 知多火力発電所
- 知多第二火力発電所

### 第三次産業
主な商業施設
- イトーヨーカドー知多店（1997年（平成9年）5月1日開店[6]）
- フィール朝倉店／アストリー
- ヤマナカ知多フランテ館（2003年（平成15年）5月23日開店[7]）／ヤマナカアルテ新舞子（1994年（平成6年）9月9日開店[8]）／ヤマナカ粕谷台店
- DCM知多店
- エディオン知多店
- マックスバリュ知多新知店

### 知多市に本社を置く主な企業
上場企業
- 中部飼料 本社／本社工場

その他の企業
- サンエイ糖化 本社／本社工場／研究所
- サントリー知多蒸溜所 本社／知多蒸溜所
- 知多エル・エヌ・ジー
- 東明工業 本社／知多工場

### 知多市内に拠点を置く主な企業
- ENEOS知多製造所
- 出光興産 愛知製油所
- JERA 知多火力発電所／知多第二火力発電所
- LIXIL（旧INAX）知多工場
- 日東富士製粉 名古屋工場
- JA東日本くみあい飼料 知多工場
- 株式会社エイシン印刷

## 情報･通信

### マスメディア

#### 中継局
- 知多南粕谷テレビ中継局

### 電話番号
- 旧・八幡町、岡田町、旭町一部の区域の市外局番は、「0562」（尾張横須賀MA）で大府市、東浦町、豊明市及び東海市（旧・横須賀町地域）と市内料金で通話できる。知多市役所の電話番号はこちらの市外局番が使われている。
- 旧・旭町区域の市外局番は、「0569」（半田MA）で半田市、常滑市、阿久比町、武豊町、美浜町 、南知多町と市内料金で通話できる。
- 両区域の相互間の通話は、市外料金となる。

## 教育

### 専修学校
公立
- 公立西知多看護専門学校

### 高等学校
県立
- 愛知県立知多翔洋高等学校（2005年4月開校、知多東高校と知多高校の統合による新設校）
  - 愛知県立知多東高等学校 （2007年3月まで知多翔洋高校地に併存）
  - 愛知県立知多高等学校 （2007年3月に廃校）

### 中学校
市立
- 知多市立八幡中学校
- 知多市立中部中学校
- 知多市立東部中学校
- 知多市立知多中学校
- 知多市立旭南中学校

### 小学校
- 知多市立八幡小学校
- 知多市立つつじが丘小学校
- 知多市立新知小学校
- 知多市立佐布里小学校
- 知多市立新田小学校
- 知多市立岡田小学校
- 知多市立旭北小学校
- 知多市立旭東小学校
- 知多市立旭南小学校
- 知多市立南粕谷小学校

## 交通

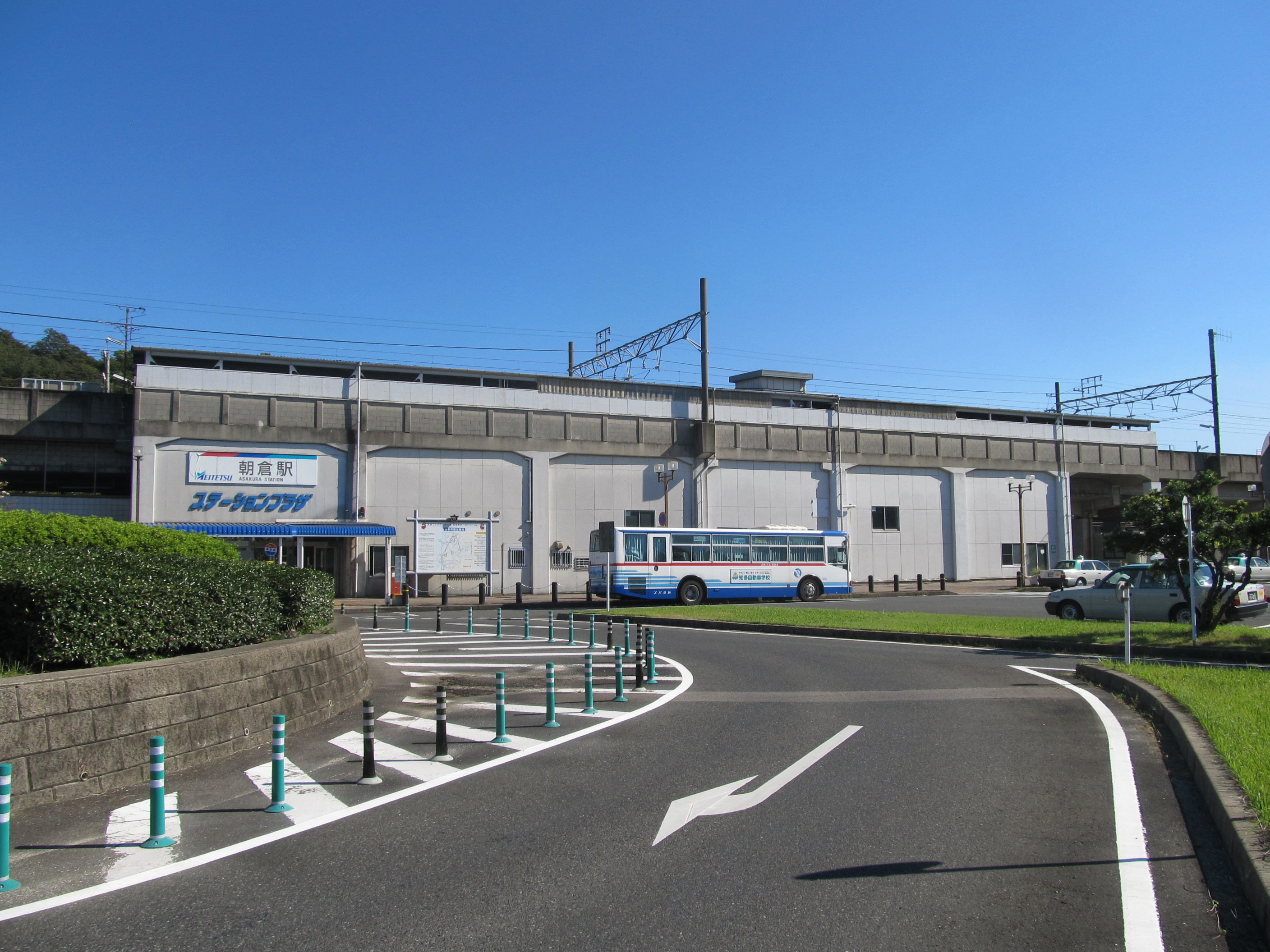
朝倉駅

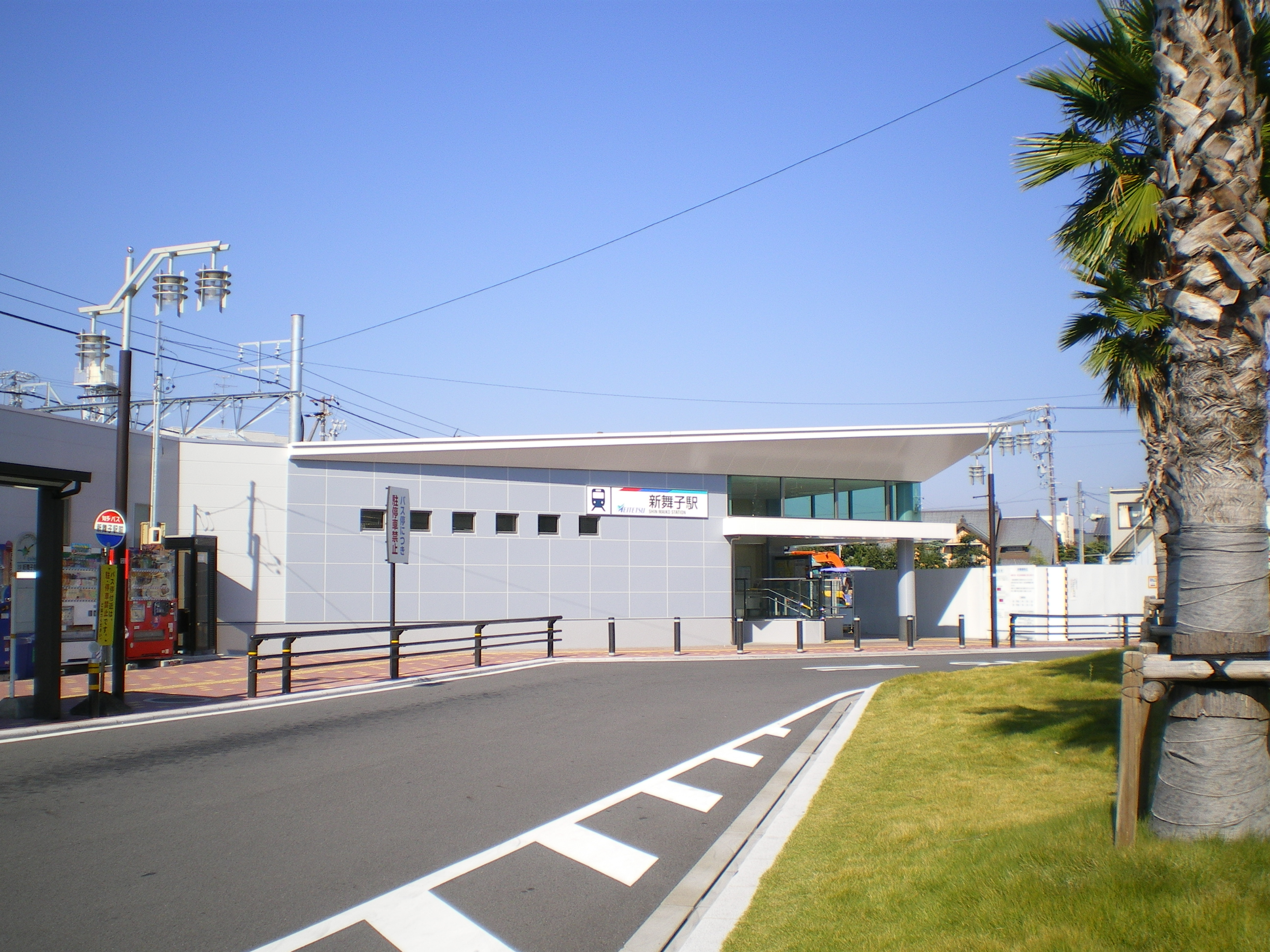
新舞子駅

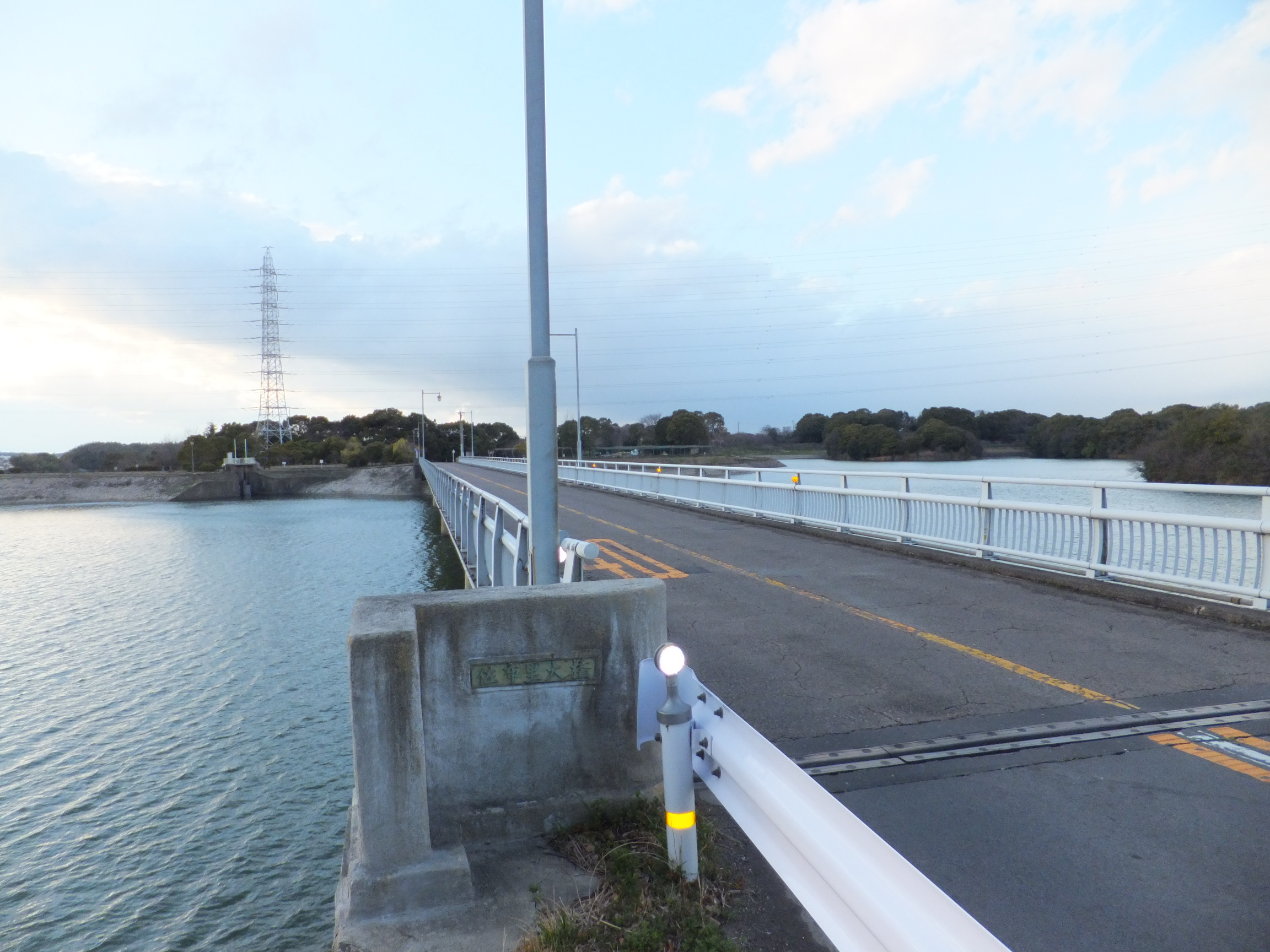
佐布里大橋

### 鉄道
名古屋鉄道（名鉄）
■常滑線：寺本駅 - 朝倉駅 - 古見駅 - 長浦駅 - 日長駅 - 新舞子駅
■河和線：巽ヶ丘駅
- 市の中心となる駅：朝倉駅

※市の西部には常滑線が通り、東部には河和線が通る。
名古屋臨海鉄道
南港線：知多駅

### バス

#### 路線バス
知多バス
- 朝倉団地線(朝倉駅〜つつじが丘)
- 佐布里線(朝倉駅〜佐布里)
- 岡田線(朝倉駅〜東岡田)
- 日長団地線(新舞子駅〜日長団地)

知多市コミュニティ交通あいあいバス
- 南部コース(朝倉駅〜つつじが丘〜新舞子駅)
- 東部コース(朝倉駅〜寺本駅東〜つつじが丘〜巽ヶ丘駅西〜八幡台中央)
- 北部コース(朝倉駅〜寺本駅東〜西知多総合病院〜巽ヶ丘駅西)

運行事業者は知多バス。

### 道路

#### 高速道路
- 西知多産業道路
  - （東海市）－朝倉IC－長浦IC－日長IC
- 西知多道路（事業中）
  - 西知多産業道路と接続－日長IC（仮称）－金沢IC（仮称）－青海IC（仮称）－（常滑市）

#### 国道
- 国道155号
- 国道247号（西知多産業道路、国道155号と重複）

#### 県道
主要地方道
- 愛知県道24号知多東浦線
- 愛知県道46号西尾知多線
- 愛知県道55号名古屋半田線

一般県道
- 愛知県道251号寺本停車場線
- 愛知県道252号大府常滑線
- 愛知県道254号白沢八幡線
- 愛知県道256号古見停車場線
- 愛知県道259号草木金沢線
- 愛知県道266号板山金山線
- 愛知県道464号南粕谷半田線
- 愛知県道468号新舞子停車場線
- 愛知県道511号武豊大府自転車道線

#### その他
- 旧愛知県道257号岡田新知線（市道）

## 観光

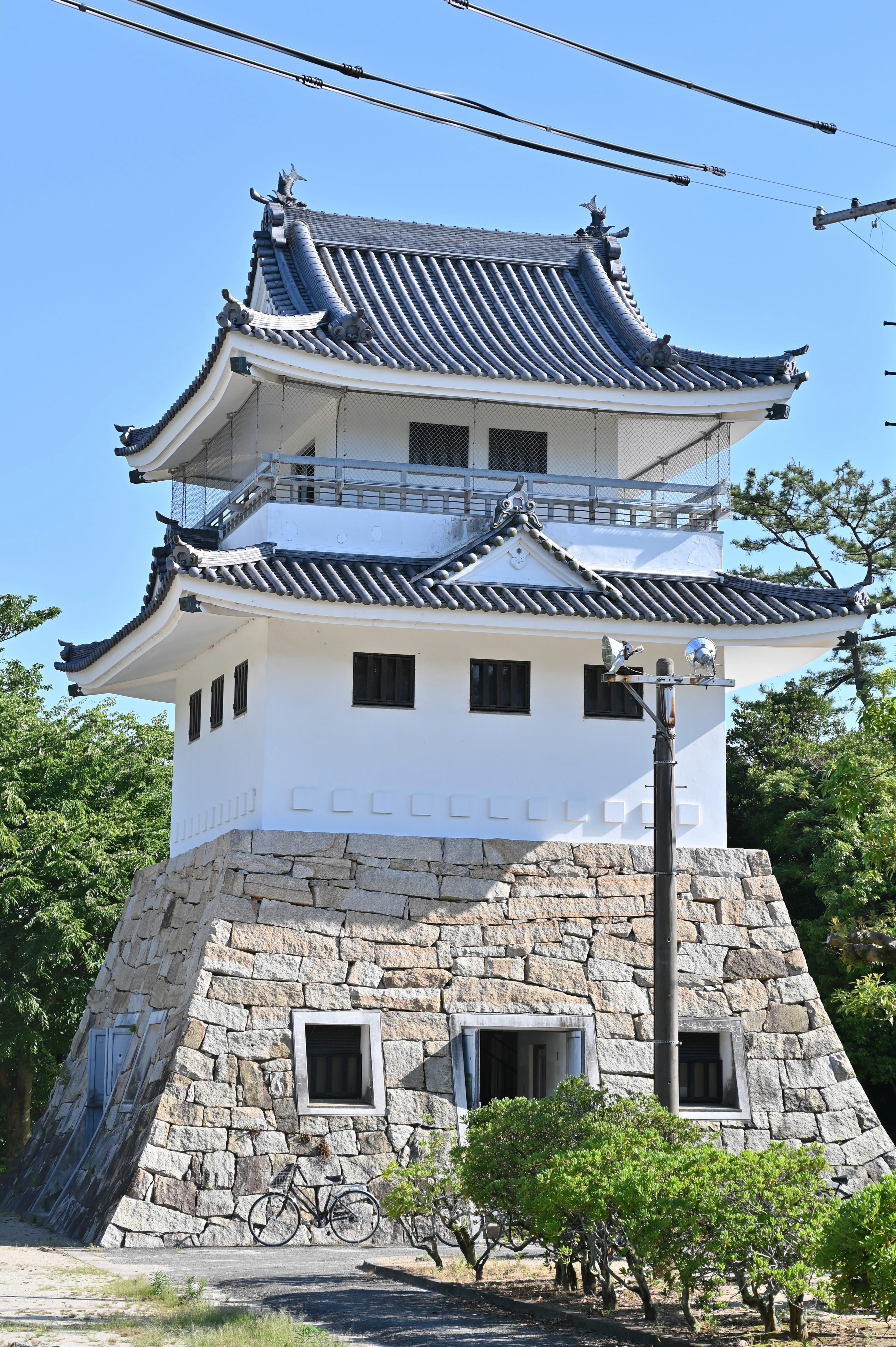
大草城

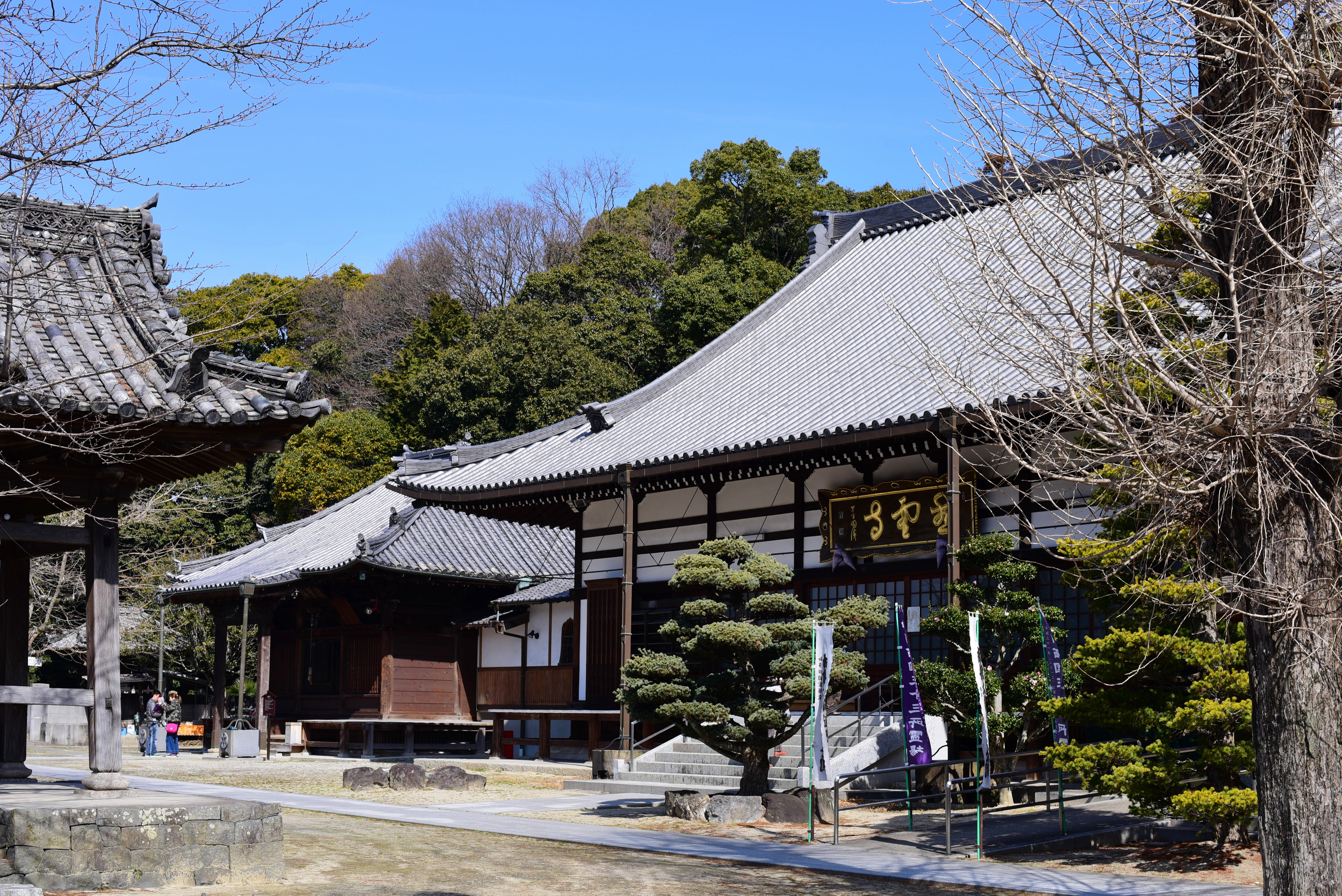
慈雲寺

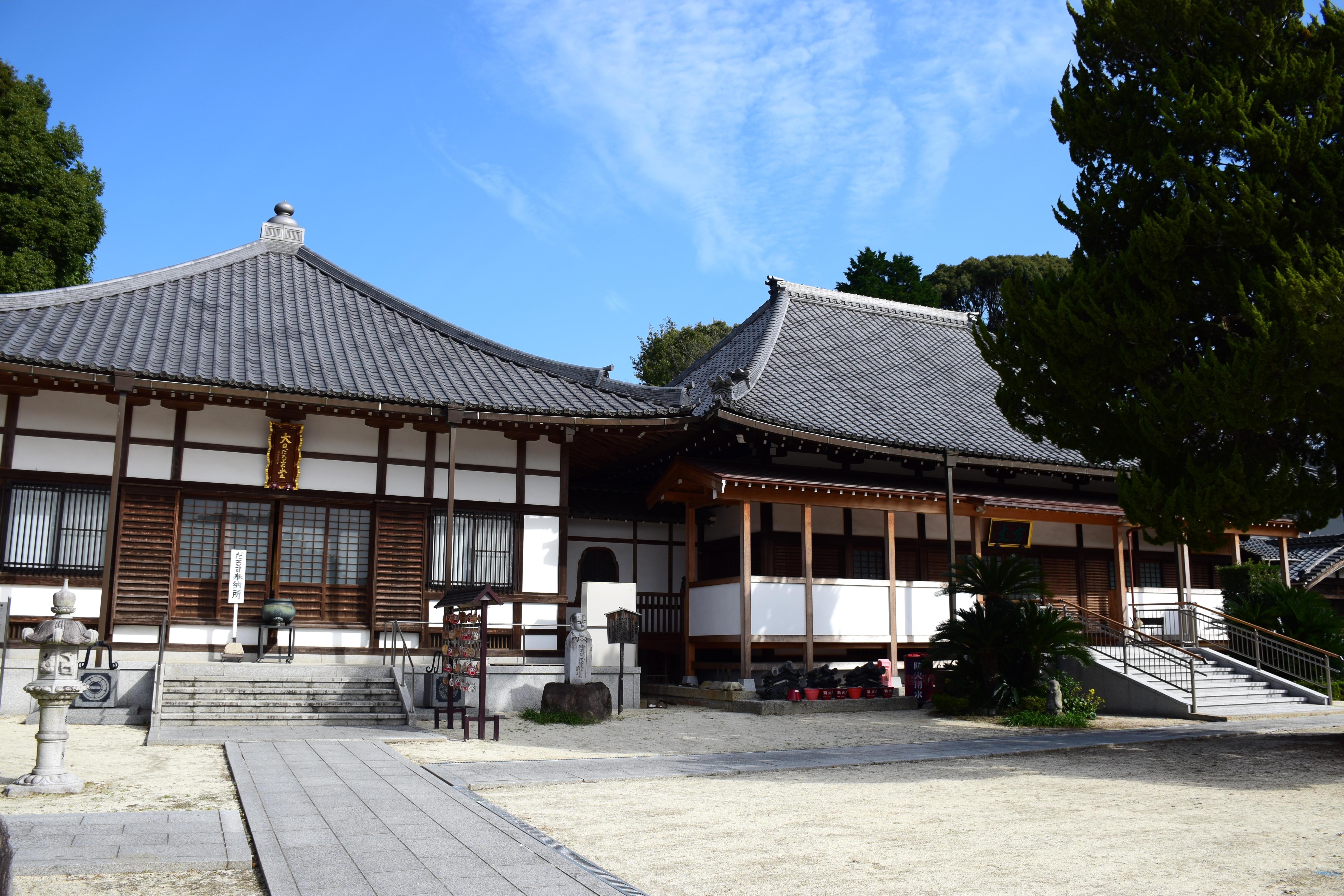
知多のだるま寺、大興寺

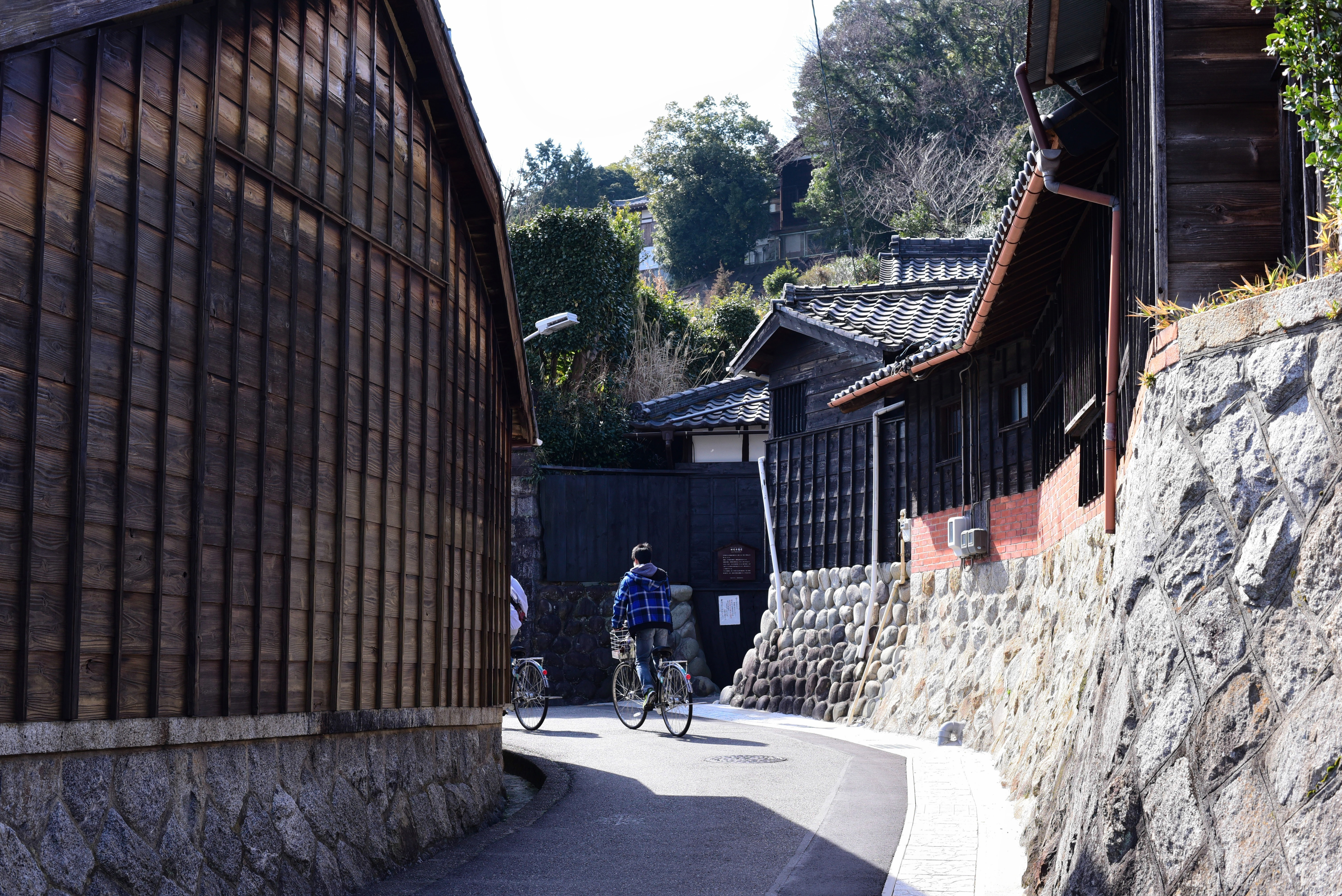
岡田の街並み

### 名所・旧跡
主な城郭
- 大草城 - 織田有楽斎の居城として作られた。

主な寺院
- 慈雲寺 - 知多四国霊場の72番札所。一色範光の墓がある。
- 慈光寺
- 栖光院
- 大興寺 - 寺号は一色範氏により定められた。知多のだるま寺として知られる。秋には寺の東側一帯で四季桜やコスモスが咲き、多くの人が訪れる。
- 大智院 - 知多四国霊場の71番札所。眼鏡をかけた弘法大師像（通称「めがね弘法」）がある。
- 法海寺 - 日本三薬師の一つ。

主な神社
- 長浦神社
- 日長神社
- 牟山神社

主な遺跡
- 七曲古窯址群

### 観光スポット
- 新舞子マリンパーク
- みなとオアシスちた新舞子
- 佐布里緑と花のふれあい公園 - 佐布里池周辺にある公園。毎年2月から3月にかけて梅まつりが開催される。
- 水の生活館 - 水に関する資料館。
- 知多電力館 - 中部電力知多火力発電所に併設されている展示館。子供向けイベントや見学ツアーなどが開催される。
- 岡田の町並み - 春祭り（四月中旬の土日　土曜が提灯行列、日曜が本祭）など
  - 知多岡田簡易郵便局 - 建物は1902年（明治35年）竣工。登録有形文化財。[9]
  - 木綿蔵ちた（旧竹内虎王商店木綿蔵） - 建物は大正初期竣工。登録有形文化財。[10]
- 知多市歴史民俗博物館
- 知多市立中央図書館

1980年開館の知多市立中央図書館、1984年開館の旭公民館図書室と東部公民館図書室、1985年開館の八幡公民館図書室からなる。中央図書館には知多郡岡田町出身の歴史学者・竹内理三博士コーナーを設置している。
1980年8月に知多市立中央図書館が開館。2009年4月には指定管理者制度を導入。貸出可能者は知多半島内の全10市町（知多市・東海市・半田市・大府市・常滑市・東浦町・阿久比町・武豊町・美浜町・南知多町）在住・在勤・在学者。中央図書館の延床面積は3,229m2。2014年度の視聴覚資料も含めた蔵書冊数は328,712冊、貸出冊数は570,503冊、1人あたり貸出点数は6.7冊。
- 名古屋港海づり公園

## 文化・名物

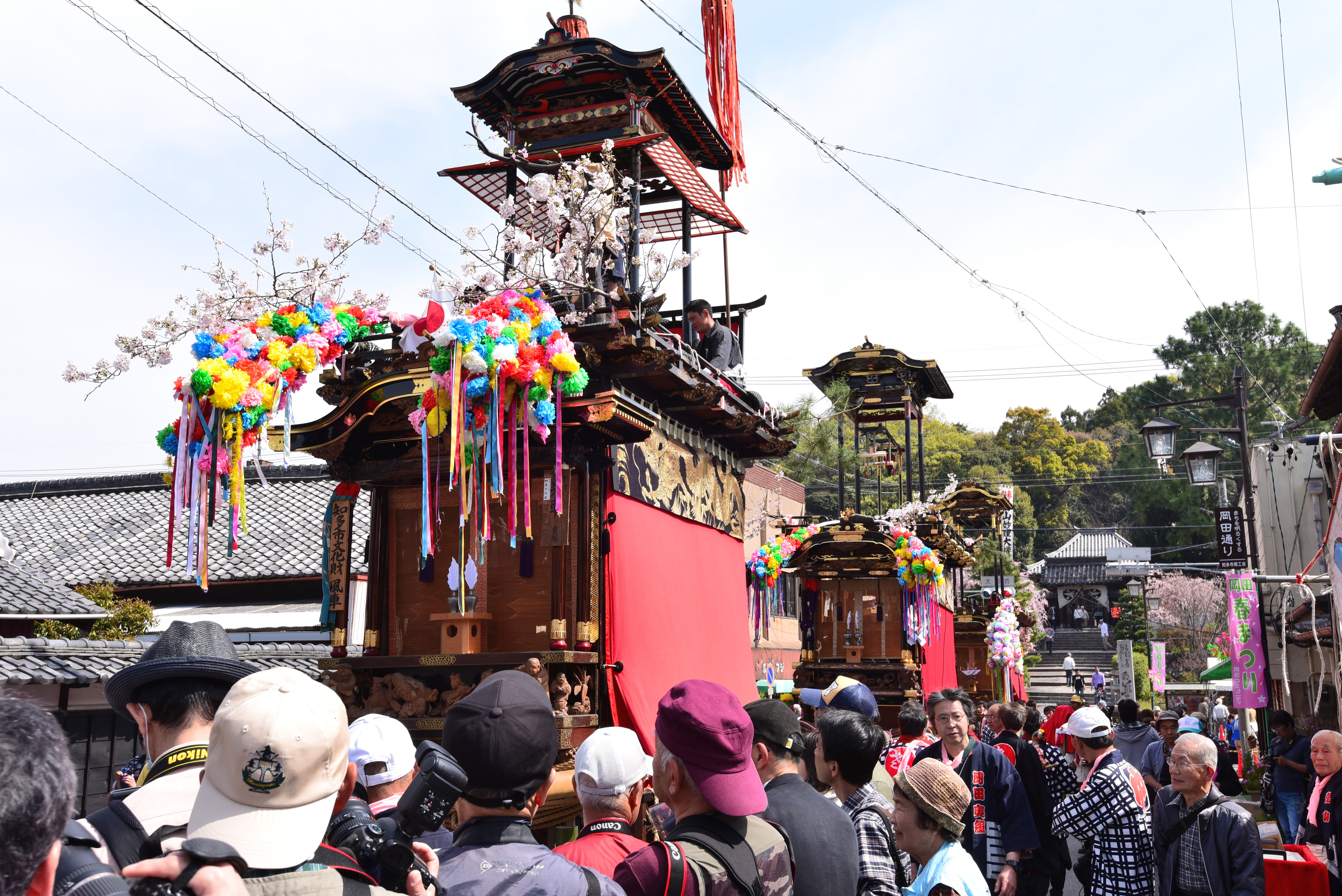
岡田春まつり

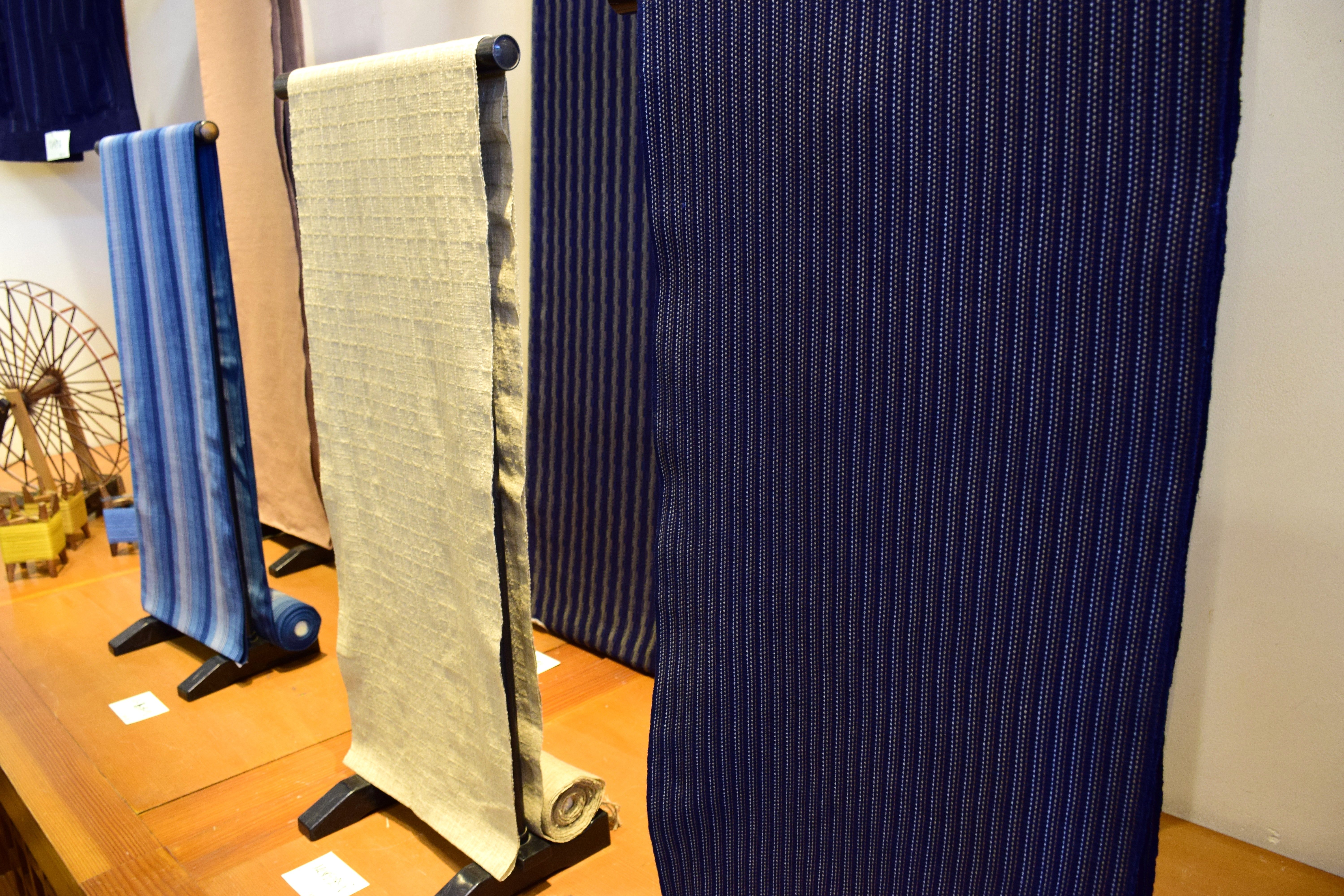
知多木綿

### 祭事・催事
- 朝倉の梯子獅子（10月第1日曜日） - 愛知県無形民俗文化財指定
- 尾張萬歳 - 国重要無形民俗文化財指定
- 北粕谷地区祭礼 - 岡田祭と同じく、知多型の山車が出る。
- 岡田春まつり

### 名産品
- 知多木綿

## 著名な出身者
- 尾之内由紀夫 - 元建設事務次官、元日本道路公団副総裁
- 久野庄太郎 - 愛知用水開発者
- 池端忠夫 - 元プロ野球選手（大阪タイガース／捕手）[12]
- 伊藤敦規 - 元プロ野球選手（阪神タイガースほか／投手）、プロ野球コーチ（阪神）[13]。知多市立八幡中学校出身[13]
- 山﨑武司 - 元プロ野球選手（中日ドラゴンズ・東北楽天ゴールデンイーグルスほか／内野手）[13]、野球解説者。知多市立八幡中学校出身[13]
- 浅尾拓也 - 元プロ野球選手（中日ドラゴンズ／投手）[13]、コーチ。知多市立八幡中学校出身[13]
- 小山雄輝 - 元プロ野球選手（読売ジャイアンツほか／投手）[13]。知多市立八幡中学校出身[13]
- 福谷浩司 - プロ野球選手（中日ドラゴンズ・北海道日本ハムファイターズ／投手）[13]。知多市立東部中学校出身[13]
- 澤井廉 - プロ野球選手（東京ヤクルトスワローズ／外野手）。知多市立東部中学校出身
- 森田泰弘 - 野球指導者（元東邦高等学校監督）
- 出口修至 - 天文学者
- 竹内理三 - 歴史学者
- 堀靖英 - 岡山放送アナウンサー
- 小沢一敬 - お笑い芸人、スピードワゴン
- 亀岡真美 - 声優
- 須佐の湖善誉 - 元力士
- 木下あゆ美 - 女優
- 加藤えり - フリーアナウンサー（元長野朝日放送）
- redballoon - 歌手
- 浜口裕章 - お笑い芸人、オオカミ少年
- 片岡正徳 - お笑い芸人、オオカミ少年
- 増野豊 - お笑い芸人、アンダーポイント
- 久野忠治 - 元郵政大臣・自由民主党衆議院議員
- 久野統一郎 - 元衆議院議員、久野忠治の長男
- 綺華れい - 元宝塚女優
- 早川えみ - ファッションモデル、歌手、タレント
- 阿部亮平 - 俳優
- 安西蓮 - プロボクサー
- 大和哲也 - プロキックボクサー
- 丹羽真由実 - フリーアナウンサー
- 若林則康 - NHKアナウンサー
- 眞木準  - コピーライター
- 江藤あや - 女優
- 永井友理 - 気象予報士
- 小林喜日 - 俳優、元子役
- 久野柳荘（林太郎） - 日本画家
- 春場ねぎ - 漫画家
- 武正晴 - 映画監督
- 山口浩勢 - 陸上競技選手
- 鰐部大空海 - ボートレーサー
- 山下葉留花 - 日向坂46メンバー
- カノックスター - YouTuber

### 名誉市民
- 山本仁三
- 久野忠治
- 久野庄太郎
- 近藤昇吉
- 竹内理三

### 市民栄誉賞
- 浅尾拓也

### キャラクター
- ふゅうちゃん：市のマスコットキャラクター。1990年（平成2年）に知多市の市制施行20周年を記念して作られた。

- 梅子（うめこ）：佐布里池に咲く梅をモチーフにしたキャラクター。当初は同池で開かれる「梅まつり」会場で配られる地図のイラストにすぎなかったが、市公認キャラクターとなり、着ぐるみも作られ、市ふるさと観光大使にも任命された。